# Open de Hong Kong (badminton)
Pour les articles homonymes, voir Open de Hong Kong.
L' Open de Hong Kong est un tournoi international de badminton créé en 1982 mais qui n'a pas été organisé tous les ans. Il fait partie depuis 2007 des tournois professionnels classés BWF Super Series par la BWF, soit l'un des plus importants tournois de la saison. En 2018, il intègre le nouveau circuit BWF World Tour en catégorie Super 500.

## Résultats
| Année                    | Simple hommes                                          | Simple dames                                           | Double hommes                                          | Double dames                                           | Double mixte                                           |
| ------------------------ | ------------------------------------------------------ | ------------------------------------------------------ | ------------------------------------------------------ | ------------------------------------------------------ | ------------------------------------------------------ |
| 1997                     | Peter Gade                                             | Gong Ruina                                             | Kim Dong-moon Ha Tae-kwon                              | Chung Jae-hee Ra Kyung-min                             | Kim Dong-moon Ra Kyung-min                             |
| 1998                     | Budi Santoso                                           | Camilla Martin                                         | Tony Gunawan Candra Wijaya                             | Chen Lin Jiang Xuelian                                 | Michael Søgaard Rikke Olsen                            |
| 1999                     | Chen Wei                                               | Xie Xingfang                                           | Cheah Soon Kit Yap Kim Hock                            | Chen Lin Jiang Xuelian                                 | Chan Chong Ming Joanne Quay Swee Ling                  |
| 2000                     | Non disputé                                            | Non disputé                                            | Non disputé                                            | Non disputé                                            | Non disputé                                            |
| 2001                     | Shon Seung-mo                                          | Sujitra Ekmongkolpaisarn                               | Lee Dong-soo Yoo Yong-sung                             | Liu Zhen Xiao Luxi                                     | Lee Dong-soo Ra Kyung-min                              |
| 2002                     | Non disputé                                            | Non disputé                                            | Non disputé                                            | Non disputé                                            | Non disputé                                            |
| 2003                     | Lin Dan                                                | Zhang Ning                                             | Lee Dong-soo Yoo Yong-sung                             | Gao Ling Huang Sui                                     | Lee Dong-soo Ra Kyung-min                              |
| 2004                     | Non disputé                                            | Non disputé                                            | Non disputé                                            | Non disputé                                            | Non disputé                                            |
| 2005                     | Lin Dan                                                | Zhang Ning                                             | Cai Yun Fu Haifeng                                     | Yang Wei Zhang Jiewen                                  | Xie Zhongbo Zhang Yawen                                |
| 2006                     | Lin Dan                                                | Xie Xingfang                                           | Markis Kido Hendra Setiawan                            | Yang Wei Zhang Jiewen                                  | Zheng Bo Zhao Tingting                                 |
| BWF Super Series         |                                                        |                                                        |                                                        |                                                        |                                                        |
| 2007                     | Lin Dan                                                | Xie Xingfang                                           | Markis Kido Hendra Setiawan                            | Du Jing Yu Yang                                        | Nova Widianto Lilyana Natsir                           |
| 2008                     | Chen Jin                                               | Wang Chen                                              | Jung Jae-sung Lee Yong-dae                             | Zhang Yawen Zhao Tingting                              | Xie Zhongbo Zhang Yawen                                |
| 2009                     | Lee Chong Wei                                          | Wang Yihan                                             | Jung Jae-sung Lee Yong-dae                             | Ma Jin Wang Xiaoli                                     | Robert Mateusiak Nadieżda Kostiuczyk                   |
| 2010                     | Lee Chong Wei                                          | Saina Nehwal                                           | Ko Sung-hyun Yoo Yeon-seong                            | Wang Xiaoli Yu Yang                                    | Joachim Fischer Nielsen Christinna Pedersen            |
| 2011                     | Lin Dan                                                | Wang Xin                                               | Cai Yun Fu Haifeng                                     | Wang Xiaoli Yu Yang                                    | Zhang Nan Zhao Yunlei                                  |
| 2012                     | Chen Long                                              | Li Xuerui                                              | Cai Yun Fu Haifeng                                     | Tian Qing Zhao Yunlei                                  | Zhang Nan Zhao Yunlei                                  |
| 2013                     | Lee Chong Wei                                          | Wang Yihan                                             | Lee Yong-dae Yoo Yeon-seong                            | Bao Yixin Tang Jinhua                                  | Chris Adcock Gabrielle White                           |
| 2014                     | Son Wan-ho                                             | Tai Tzu-ying                                           | Mohammad Ahsan Hendra Setiawan                         | Tian Qing Zhao Yunlei                                  | Zhang Nan Zhao Yunlei                                  |
| 2015                     | Lee Chong Wei                                          | Carolina Marín                                         | Lee Yong-dae Yoo Yeon-seong                            | Tian Qing Zhao Yunlei                                  | Zhang Nan Zhao Yunlei                                  |
| 2016                     | Ng Ka Long Angus                                       | Tai Tzu-ying                                           | Takeshi Kamura Keigo Sonoda                            | Christinna Pedersen Kamilla Rytter Juhl                | Tontowi Ahmad Liliyana Natsir                          |
| 2017                     | Lee Chong Wei                                          | Tai Tzu-ying                                           | Marcus Fernaldi Gideon Kevin Sanjaya Sukamuljo         | Chen Qingchen Jia Yifan                                | Zheng Siwei Huang Yaqiong                              |
| BWF World Tour Super 500 |                                                        |                                                        |                                                        |                                                        |                                                        |
| 2018                     | Son Wan-ho                                             | Nozomi Okuhara                                         | Marcus Fernaldi Gideon Kevin Sanjaya Sukamuljo         | Yuki Fukushima Sayaka Hirota                           | Yuta Watanabe Arisa Higashino                          |
| 2019                     | Lee Cheuk Yiu                                          | Chen Yufei                                             | Choi Sol-gyu Seo Seung-jae                             | Chen Qingchen Jia Yifan                                | Yuta Watanabe Arisa Higashino                          |
| 2020 2021 2022           | Éditions annulées en raison de la pandémie de Covid-19 | Éditions annulées en raison de la pandémie de Covid-19 | Éditions annulées en raison de la pandémie de Covid-19 | Éditions annulées en raison de la pandémie de Covid-19 | Éditions annulées en raison de la pandémie de Covid-19 |